# تم کم سرخ
تم کم سرخ مربوط به دوره ساسانیان تا دوره معاصر است و در شهرستان کهنوج، روستای کم سرخ رودبار، غرب سعیدآباد واقع شده و این اثر در تاریخ ۱ فروردین ۱۳۴۵ با شمارهٔ ثبت ۵۱۸ به‌عنوان یکی از آثار ملی ایران به ثبت رسیده است.